# Joszko Broda (singel)
Joszko Broda (właściwie: Joszko Broda/W żłobie leży) - drugi singel promocyjny z albumu Ale jestem Anny Marii Jopek. Jest tzw. tribute singlem sławiącym talent grajka góralskiego Joszko Brody.

## Lista utworów
1. Joszko Broda
2. W żłobie leży